# Marc Compernol

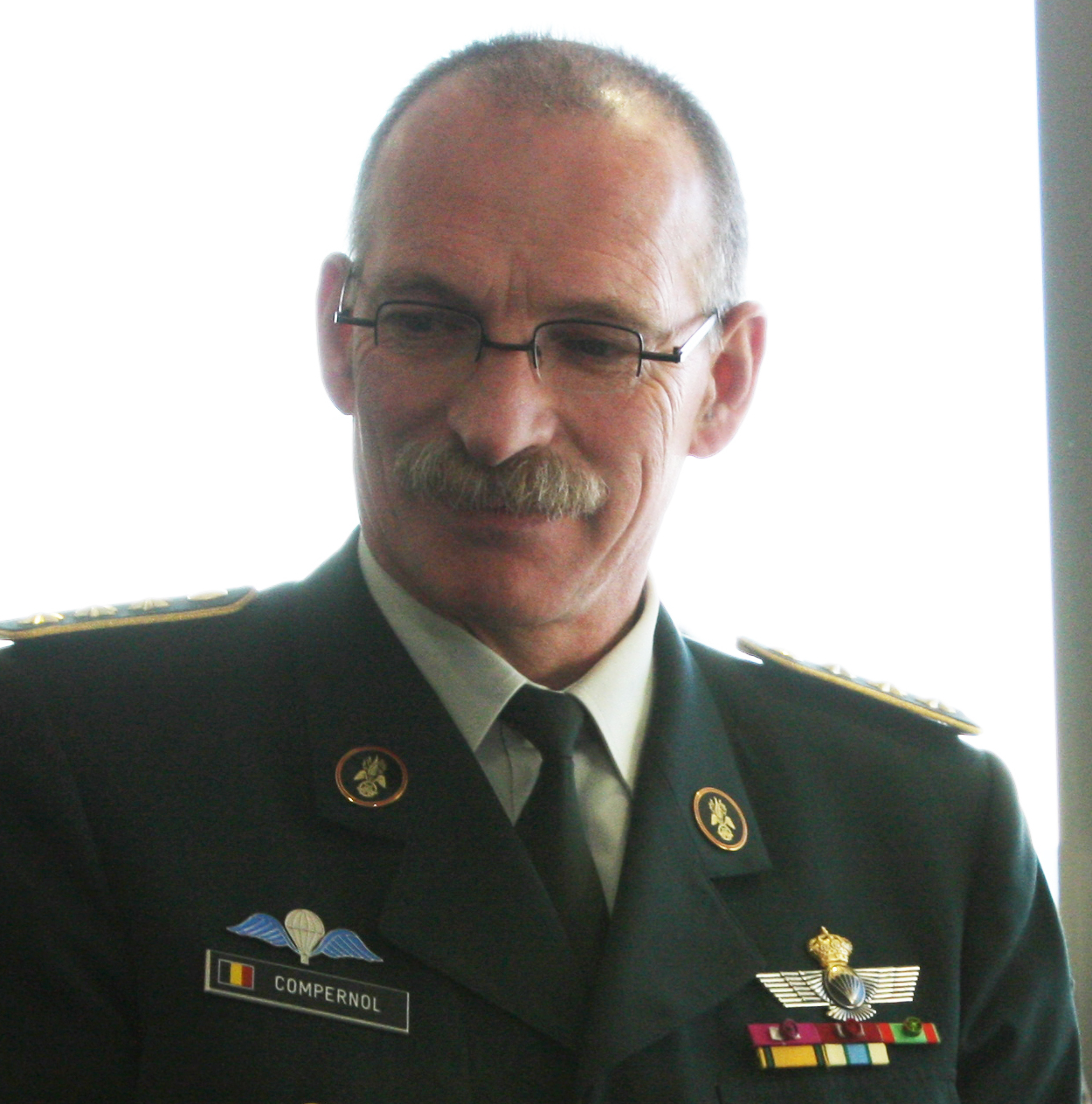
Marc Compernol, 2012

Marc Compernol (* 8. April 1957 in Brügge) ist ein belgischer Ex-General. Von 2016 bis 2020 Chef de la Défense.

## Militärische Laufbahn
Mit seinem Eintritt in die Königliche Kadettenschule in Laeken/Laken 1972, entschied sich Marc Compernol bereits früh für eine Militärkarriere. Nach verschiedenen Stationen beim belgischen Heer (zuletzt als dessen Kommandant), wurde er am 3. September 2012 auf den Posten des stellvertretenden Chef des Generalstabs berufen. Am 13. Juli 2016 wurde er zum General befördert, auf den Posten des Generalstabschefs berufen und löste Gerard Van Caelenberge ab.
Am 12. Juli 2020 wurde Marc Compernol in den Ruhestand verabschiedet. Nachfolger als Befehlshaber der Streitkräfte wurde sein bisheriger Stellvertreter Michel Hofman.

## Auszeichnungen (Auszug)

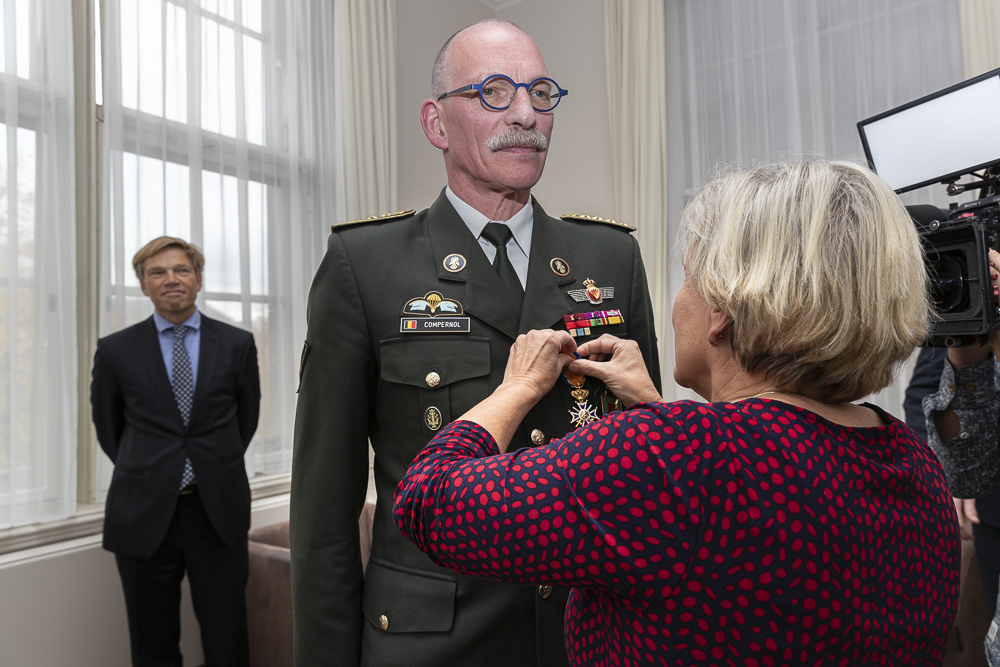
General Marc Compernol bei der Verleihung des Offiziers-Orden von Oranien-Nassau mit Schwerter (2019)

- Belgischer Kronenorden (Ausprägung unbekannt)
- Offizier des Orden von Oranien-Nassau mit Schwerter (2019)
- Kommandeur des Ordens Legion of Merit (2014)